# Luzia Zberg
Luzia Zberg (Altdorf (Uri), 18 de enero de 1970) es una exciclista profesional suiza. Solo fue profesional en los años 1991 y 1992 debido a que el ciclismo femenino no era profesional. Durante su carrera destacó en las Grandes Vueltas femeninas con varios podiums en ellas además de con sus cuatro Campeonatos de Suiza en Ruta.
Es la hermana menor de los también exciclistas profesionales Beat Zberg y Markus Zberg coincidiendo con Beat en el mismo equipo en 1992 (debido a que el ciclismo femenino era amateur a principios de los 90 se permitían equipos mixtos).

## Palmarés
1989 (como amateur)
- 2.ª en el Campeonato de Suiza en Ruta

1991
- Campeonato de Suiza en Ruta

1992
- Campeonato de Suiza en Ruta
- Postgiro Norway

1993 (como amateur)
- 2.ª en el Giro de Italia Femenino
- 2.ª en el Campeonato de Suiza en Ruta

1994 (como amateur)
- 3.ª en el Giro de Italia Femenino
- Campeonato de Suiza en Ruta

1995 (como amateur)
- 2.ª en el Giro de Italia Femenino
- 3.ª en el Tour Cycliste Féminin
- Campeonato de Suiza en Ruta

## Equipos
- GS Villinger Cycles-Suntour-Helvetia (1991)
- Helvetia (1992)